# Londoner Konferenz (1930)
Die Londoner Konferenz (1930) befasste sich mit Indien. Die Round-Table-Konferenz, welche am 12. November begann, sah 16 indische Fürsten, 57 Vertreter Britisch-Indiens und 13 britische Parlamentsvertreter als Teilnehmer. Gandhis Kongresspartei hatte keinen Delegierten entsandt. Großbritanniens Idee, dem Subkontinent den Status eines Dominions zu gewähren, scheiterte an der notwendigen Unterstützung. Am 19. Januar 1931 gingen die Beteiligten ohne greifbares Ergebnis wieder ihrer Wege. Gandhi plädierte weiter für völlige Unabhängigkeit seines Landes.